# Diecezja Jujuy
Diecezja Jujuy (łac. Dioecesis Iuiuyensis) – diecezja Kościoła rzymskokatolickiego w Argentynie, sufragania archidiecezji Salta.

## Historia
20 kwietnia 1934 roku papież Pius XI bullą Nobilis Argentinae nationis erygował diecezję Jujuy. Dotychczas wierni z tym terenów należeli do diecezji (obecnie archidiecezji) Salta. 8 września 1969 roku diecezja utraciła część swego terytorium na rzecz prałatury terytorialnej Humahuaca.

## Ordynariusze
- Enrique José Mühn, SVD (1934–1965)
- José Miguel Medina (1965–1983)
- Raúl Arsenio Casado (1983–1994)
- Marcelino Palentini, SCI (1995–2011)
- César Daniel Fernández (od 2012)